# Cima Sassara
Die Cima Sassara ist ein 2894 m s.l.m. hoher Berg in der Brentagruppe.

## Lage und Beschreibung
Die am Hauptkamm der Nordkette gelegene Cima Sassara gehört nach Karl Schulz zum Massiv des Sasso Alto  (2897 m). Sie liegt unmittelbar nördlich des nur geringfügig höheren Sasso Alto und ist von letzterem durch eine kleine unbenannte Scharte getrennt. Der Gipfelbereich hat das Aussehen eines langgezogenen von Süd nach Nord verlaufenden mit Geröll bedeckten fast horizontalen Grates. Die Ostseite fällt senkrecht zum Val Gelada di Tuenno ab. An ihrer Nordwestseite steigt sie stufenartig zum Hochkar Conca della Prigione ab. Der vollständig mit Geröll bedeckten Westflanke verdankt die „Steinige Spitze“ ihre Namen. Südwestlich des Gipfelgrates zweigt ein brüchiger Kamm zum Cimón della Pozza (2820 m) ab und nördlich ist sie mit einem weiteren Kamm mit der Cima Paradiso (2838 m) verbunden. Das weithin sichtbare eiserne Gipfelkreuz wurde 1977 von der Sektion Dimaro der SAT aufgestellt.

## Alpinismus
Die erste dokumentierte Besteigung fand 1882 durch Alberto de Falkner in Begleitung seines Sohnes Orazio unter der Führung von Angelo Ferrari statt. Wahrscheinlich wurde der Gipfel bereits vorher zu einem unbekannten Zeitpunkt von Jägern erstmals betreten. Karl Schulz bestieg die Cima Sassara am 26. Juli 1891 von Madonna di Campiglio aus in etwa fünf Stunden über das Val Gelada di Campiglio. Vermutlich benutzte er dabei denselben Aufstiegsweg der Erstbesteiger.

## Routen und Stützpunkte
Die Cima Sassara wird normalerweise nur bei der Überschreitung des Grates der Nordkette bestiegen. Vom Klettersteig „Claudio Costanzi“ zweigen nördlich und südlich zwei markierte Wege unschwierig zum Gipfel ab. Als Stützpunkt kann das etwa 300 m nördlich des Gipfels liegende Bivacco Bonvecchio (2790 m) dienen. Die mehrere hundert Meter senkrecht abfallende Ostwand wurde erst 2007 erstmals begangen. Sie weist mehrere Routen bis zum Schwierigkeitsgrad UIAA VIII auf.